# فلزیاب حرارتی راداری
فلزیاب حرارتی راداری یا رادار زمینی دستی توانائی کاوش اهداف را با رنگ و اعداد (VDI) متعلق به همان هدف یا طلا را دارا می‌باشد و با هر دو نرم‌افزار برنامه لکه رنگ سه رنگ و نرم‌افزار تفکیک رنگ (COL PRO) عمل مینماید.
فلزیاب راداری حرارتی از آن دسته سیستم‌های می‌باشد که مترادف رادار زمینی دستی و زیر مجموعه یا پائین دست آن می‌باشد.
فلزیاب حرارتی راداری از سیستم‌های هستند که هم با برنامه (P.I.P) و (TCO) عمل می‌نمایند و نوع لکه رنگ و اعداد آن بنابر جدول (CCS) می‌باشد.

## فلزیاب حرارتی رنگ زنده
در رادار زمینی دستی حرارتی یا فلزیاب حرارتی راداری رنگ زنده از سطح زمین را که حاصل تغییرات دما و حرارت در روی زمین و لایه‌های زیر زمین می‌باشد را می‌تواند با رنگ‌های متفاوت آشکار نماید که این تغییرات رنگ‌ها به صورت رنگ زنده بر روی صفحه نمایشگر مخصوص آشکار میگردد.

## وضعیت حرارت بر فلزیاب
وضعیت حرارت یا دما متعلق به صحنه کار بر روی جریان هدف یا طلا و تشخیص سیستم فلزیاب اثر خواهد گذاشت.
سرما و گرما و تغییر دما می‌تواند بر روی واکنش و سرعت واکنش سیستم فلزیاب اثر متقابلی داشته باشد.
گرما زیاد موجب بالا رفتن سرعت در واکنش و کاهش در توان تشخیص مرکز طلا یا هدف میگردد.
سرما زیاد باعث پائین آمدن سرعت در عکس‌العمل و کاهش نفوذ به عمق یا لایه‌های زمین در فلزیاب میگردد.

## اختلاف حرارت
اختلاف حرارت در سطح یا لایه‌های زمین می‌تواند خطا در فلزیاب ایجاد نماید یا خطا فلزیاب را افزایش دهد و در صورتی‌که در یک صحنه کار در قسمتی از زمین تغییرات ناگهانی در نوع مواد معدنی یا منابع پدید آید در ثبات فلزیاب اثر مستقیم داشته و این اختلاف نوع مواد معدنی و منابع در سطح و زیر زمین می‌تواند موجب تغییر حرارت در آن نقطه شده زیرا فشار نیروی مغناطیسی در این محدوده یا نقطه یا مرز تغییرات افزایش میابد.